# Thomas Somerscales

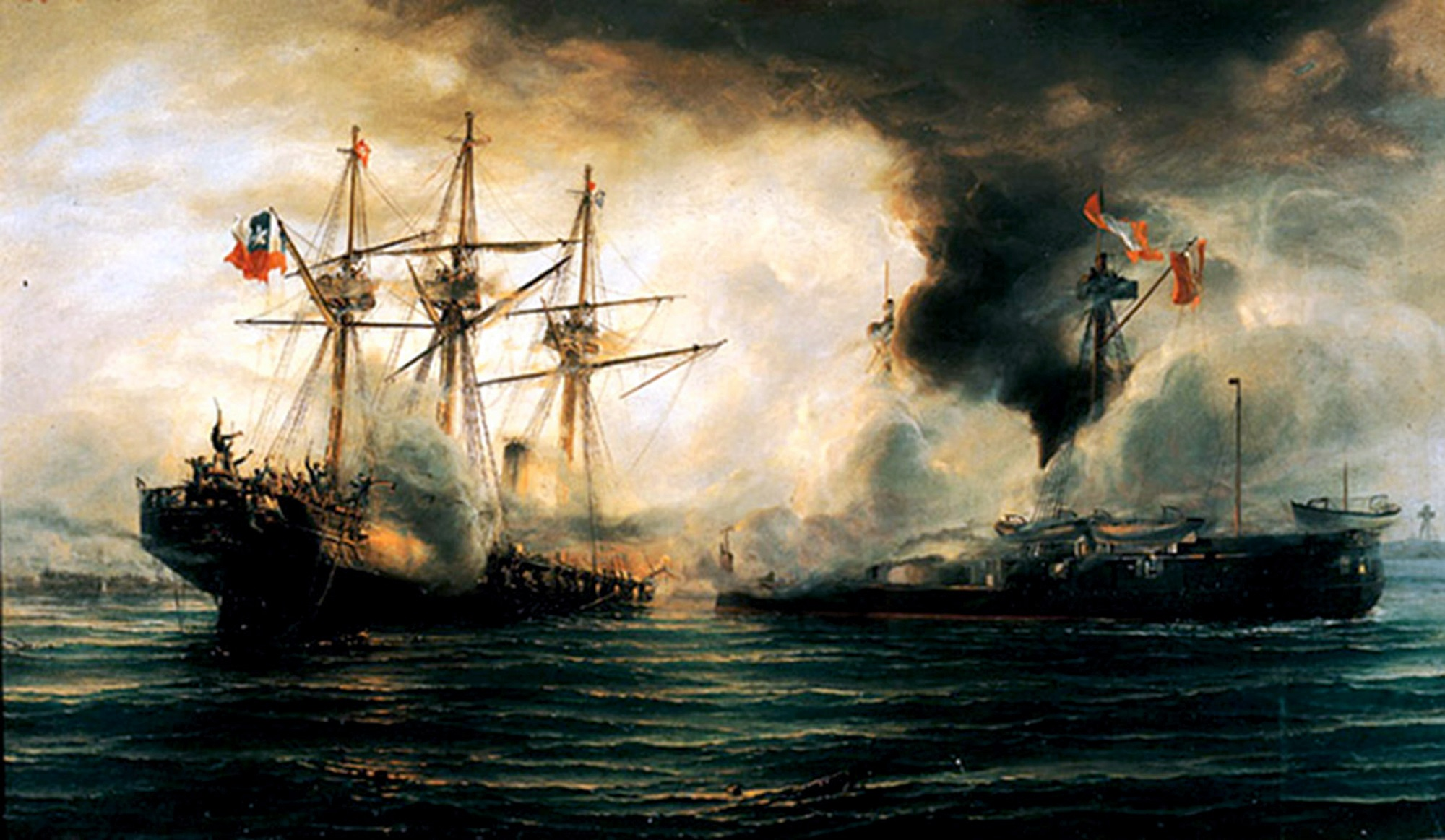
De Slag bij Iquique (21 mei 1879) - een 19e-eeuwse zeeslag, geschilderd door Thomas Somerscales

Thomas Jacques Somerscales (Kingston upon Hull, 29 oktober 1842 - aldaar, 27 juni 1927) was een Engels autodidactisch kunstschilder van zeegezichten en zeeslagen. Hij wordt ook als Chileens schilder gezien omdat hij zijn carrière daar begon en omdat veel van zijn werken landschappen tonen die sterk aan Chili doen denken. In Valparaíso is een hotel naar Somerscales genoemd.

## Biografie
Somerscales' vader was een scheepsbouwer en tekenaar, zijn oom was eveneens schilder. Somerscales was autodidact en volgde geen opleiding als kunstschilder. Hij werd aanvankelijk docent bij de Royal Navy. Hij reisde veel in het gebied van de Pacific en terwijl hij lesgaf in Valparaíso in Chili groeide hij uit tot beroepsmatig schilder. Rond 1893 werd hij beschouwd als 'weinig bekend artiest', maar hij ontving wel enige positieve kritieken.

## Musea
In onderstaande musea is werk van Sommerscales te bekijken:
- Christchurch Art Gallery / Te Puna O Waiwhetu - Nieuw-Zeeland
- Museo Nacional de Bellas Artes - Chili
- National Maritime Museum - Greenwich, UK
- Tate Gallery - Londen, UK[6]

- Gemeinsame Normdatei: 189573570
- International Standard Name Identifier: 0000 0000 6707 8284
- Library of Congress Control Number: n82098320
- Nationale bibliotheek van Australië: 35547585
- RKD-Nederlands Instituut voor Kunstgeschiedenis: 73875
- SNAC: w68d1x8k
- Trove: 991770
- Union List of Artist Names: 500016973
- Virtual International Authority File: 62894333
- WorldCat: E39PBJvmGxFqvBPV74Dw6tYwYP